# Gräsgrodor
Gräsgrodor (Hyperoliidae) är en familj i ordningen stjärtlösa groddjur som förekommer i Afrika söder om Sahara samt på Madagaskar och Seychellerna.
De lever på växter ovanpå markytan och har liksom lövgrodor häftande ämnen på fingrar och tår och har därför särskilt bra förmåga att klättra. Födan utgörs av insekter, spindeldjur och mindre ryggradslösa djur. Många arter lämnar rommen i blött jord och larverna hittar sedan vägen till närmaste vattendraget.

## Systematik
I tidiga taxonomiska skrifter räknas några släkten av familjen trädgrodor (Rhacophoridae) till gräsgrodorna. Andra auktorer listar trädgrodor som underfamilj till gräsgrodorna. Efter de nyaste undersökningar skiljas släktet Leptopelis från familjen och räknas istället som underfamilj Leptopelinae till familjen Arthroleptidae.
- underfamilj Hyperoliinae Laurent, 1943
  - släkte Acanthixalus Laurent, 1944
  - släkte Afrixalus Laurent, 1944
  - släkte Alexteroon Perret, 1988
  - släkte Arlequinus Perret, 1988
  - släkte Callixalus Laurent, 1950
  - släkte Chlorolius Perret, 1988
  - släkte Chrysobatrachus Laurent, 1951
  - släkte Cryptothylax Laurent & Combaz, 1950
  - släkte Heterixalus Laurent, 1944
  - släkte Hyperolius Rapp, 1842
  - släkte Kassina Girard, 1853
  - släkte Kassinula Laurent, 1940
  - släkte Nesionixalus Perret, 1976
  - släkte Opisthothylax Perret, 1966
  - släkte Paracassina Peracca, 1907
  - släkte Phlyctimantis Laurent & Combaz, 1950
  - släkte Semnodactylus Hoffman, 1939
  - släkte Tachycnemis Fitzinger, 1843

- underfamilj Leptopelinae Laurent, 1972
  - släkte Leptopelis Günther, 1859